# جو كينيدي جونيور
جو كينيدي جونيور (بالإنجليزية: Joe Kennedy, Jr.)‏ هو أستاذ جامعي وعازف جاز أمريكي، ولد في 17 نوفمبر 1923 في بيتسبرغ في الولايات المتحدة، وتوفي في 17 أبريل 2004 في ريتشموند في الولايات المتحدة.

## وصلات خارجية
- جو كينيدي جونيور على موقع ميوزك برينز (الإنجليزية)
- جو كينيدي جونيور على موقع أول ميوزيك (الإنجليزية)
- جو كينيدي جونيور على موقع ديسكوغز (الإنجليزية)